# Mustan Sydämen Rovio
Mustan Sydämen Rovio é o primeiro álbum solo do cantor e baixista finlandês Marko Hietala, famoso pelos trabalhos com o Nightwish e o Tarot, lançado em 24 de maio de 2019 pela Nuclear Blast.
Marko é creditado com seu nome de nascimento, em vez da variação Marco. Ele disse que adotou a versão com "c" quando era jovem e tentava soar "maneiro", mas agora isso não importa mais para ele. Ele pretende ser creditado como Marko em todos os seus projetos futuros. Ele também se referiu à grafia "Marco" como "a última mentira que construí sobre mim mesmo".
Uma versão em inglês do álbum foi lançada em 24 de janeiro de 2020.

## Contexto, produção e informações das músicas
Mustan Sydämen Rovio passou dois anos e meio em processo de criação, com os trabalhos começando durante uma pausa do Nightwish em 2016.
Ele contém canções que Hietala vinha escrevendo há anos, algumas delas datando de 20 anos antes de seu lançamento. Segundo ele, essas são músicas que ou pareciam "pessoais demais" para ele ou que não se encaixariam em suas bandas principais. Eles discutem histórias pessoais e fictícias.  Ele definiu o som do álbum como "hard prog".
O então baterista de apoio do Nightwish, Kai Hahto, foi inicialmente considerado para o álbum, mas ele se machucou enquanto reformava sua casa e foi substituído pelo velho amigo de Marko, Anssi Nykänen .
"Isäni Ääni", um tributo aos pais em geral, foi lançado como single em 15 de maio de 2019 e recebeu um vídeo dirigido por Ville Lipiäinen, que dirigiu vários vídeos para o Nightwish. As letras são inspiradas por seu pai, que morreu em 2012 após complicações de alcoolismo, problema do qual o próprio Marko sofreu. Ele está abstêmio desde 2010.

## Faixas
| N.º            | Título                      | Duração |  |
| 1.             | "Kiviä"                     | 5:15    |  |
| 2.             | "Isäni ääni"                | 4:37    |  |
| 3.             | "Tähti, hiekka ja varjo"    | 5:01    |  |
| 4.             | "Kuolleiden jumalten poika" | 4:41    |  |
| 5.             | "Laulu sinulle"             | 7:10    |  |
| 6.             | "Minä olen tie"             | 5:05    |  |
| 7.             | "Juoksen rautateitä"        | 3:51    |  |
| 8.             | "Vapauden kuolinmarssi"     | 5:02    |  |
| 9.             | "Unelmoin öisin"            | 5:38    |  |
| 10.            | "Totuus vapauttaa"          | 5:43    |  |
| Duração total: | Duração total:              | 52:03   |  |

## Créditos
- Marko Hietala - vocais, baixo
- Tuomas Wäinölä - guitarra
- Vili Ollila - teclados
- Anssi Nykänen - bateria

## Pyre of the Black Heart
Mustan Sydämen Rovio foi relançado em inglês sob o título Pyre of the Black Heart em 24 de janeiro de 2020, também pela Nuclear Blast. Marko diz que escreveu as canções em finlandês e em inglês, o que facilitou as traduções. Ele estava inicialmente indeciso quanto a lançar dois álbuns diferentes de uma vez ou um álbum metade em finlandês, metade em inglês, antes de tomar a decisão de lançar dois álbuns diferentes em datas diferentes.
O lançamento em inglês foi seguido por uma turnê europeia, com shows abertos pela banda Oceanhoarse.

### Faixas
| N.º            | Título                                                     | Duração |  |
| 1.             | "Stones" (Pedras)                                          | 5:15    |  |
| 2.             | "The Voice of My Father" (A Voz do Meu Pai)                | 4:37    |  |
| 3.             | "Star, Sand and Shadow" (Estrela, Areia e Sombra)          | 5:01    |  |
| 4.             | "Dead God's Son" (Filho do Deus Morto)                     | 4:42    |  |
| 5.             | "For You" (Para Você)                                      | 7:10    |  |
| 6.             | "I Am the Way" (Eu Sou o Caminho)                          | 5:05    |  |
| 7.             | "Runner of the Railways" (Corredor das Ferrovias)          | 3:51    |  |
| 8.             | "Death March for Freedom" (Marcha da Morte pela Liberdade) | 5:02    |  |
| 9.             | "I Dream" (Eu Sonho)                                       | 5:38    |  |
| 10.            | "Truth Shall Set You Free" (Verdade Vos Libertará)         | 5:42    |  |
| Duração total: | Duração total:                                             | 52:03   |  |

### Créditos
- Marko Hietala - vocais, baixo
- Tuomas Wäinölä - guitarra
- Vili Ollila - teclados
- Anssi Nykänen - bateria

### Recepção da crítica
| Críticas profissionais  | Críticas profissionais |
| Avaliações da crítica   | Avaliações da crítica  |
| Fonte                   | Avaliação              |
| ----------------------- | ---------------------- |
| Kerrang!                | [ 15 ]                 |
| Metal Hammer (Alemanha) | [ 3 ]                  |

Escrevendo para a Kerrang!, Steve Beebee pontuou Pyre of the Black Heart com 4/5 e disse que a obra principalmente "dá uma ideia do que Marko é capaz de fazer quando trabalha de modo livre. É um trabalho que não terá sucessores, quase com certeza, mas que é uma distração do tipo mais cativante".